# Radoslav Kazimírovič Ostrovskij
Radoslav Kazimírovič Ostrovskij(bělorusky Радаслаў Казіміравіч Астроўскі, narozen 25. října 1887 v Zapolje v Minské gubernii, Ruské impérium – zemřel 17. října 1976 v Benton-Harbor, Berrien County, USA) byl běloruský politik, který v době německé okupace Běloruska zastával úřad prezidenta Běloruské ústřední rady. 

## Mládí
Narodil se v rodině statkáře, který vlastnil panství u Slucka. Studoval na gymnáziu ve Slucku, ze kterého byl vyloučen za účast na revolučních událostech v letech 1905 - 1907. V roce 1908 byl přijat na Matematickou fakultu na Petrohradské státní univerzitě. V roce 1911 byl zatčen za účast na studentských nepokojích a byl uvězněn. Po propuštění byl znovu přijat na univerzitu, ale v průběhu studia přestoupil na Tartuskou univerzitu. Na ní dokončil studia na fyzikálně-matematické fakultě. Po jejím ukončení působil jako učitel v Čenstochové v tehdejší ruské části Polska a také v Minsku. V letech 1915 - 1917 působil na Minském učitelském institutu.
Po únorové revoluci v roce 1917 se stal komisařem Prozatímní vlády ve Sluckém újezdu. V září téhož roku založil Slucké běloruské gymnázium a stal se jeho ředitelem. 
Postavil se proti říjnové revoluci v roce 1917. Jako delegát Prvního všeběloruského sjezdu obhajoval nezávislost Běloruska. Sjezd uznal právo běloruského lidu na sebeurčení a demokratickou formu vlády. 17. prosince 1917 byla budova, ve které se konal sjezd, obklíčena rudými jednotkami, organizátoři sjezdu byli zatčeni a samotný sjezd byl rozpuštěn. Po vzniku Běloruské lidové republiky na krátký čas v roce 1920 zastával pozici ministra školství. V roce 1920 se zúčastnil povstání proti bolševikům ve Slucku. Po neúspěchu bojů se přesunul se zbytky běloruských jednotek na polské území.

## V západním Bělorusku
Po pádu Běloruské lidové republiky se v roce 1921 přestěhoval do Vilniusu, kde působil jako ředitel běloruského gymnázia. V únoru 1924 inicioval vytvoření Svazu polsko-běloruského partnerství. Po jeho rozpadu spolupracoval s Běloruskou komunistickou stranou (bolševiků) a s Komunistickou stranou západního Běloruska (bělorusky Камуністычная партыя Заходняй Беларусі). V tělocvičně gymnázia dohlížel na podzemní Komsomol.
V letech 1925 - 1926 byl místopředsedou Běloruského dělnicko-rolnického sdružení (bělorusky Беларуская сялянска-работніцкая грамада) a také ředitelem Běloruské družstevní banky. V roce 1926 vstoupil do Komunistické strany západního Běloruska. Byl zatčen a uvězněn polskými úřady, ale v soudním procesu byl osvobozen.
V roce 1928 Ostrovskij změnil své politické názory a začal obhajovat spolupráci s polskou vládou. Tento postoj vedl k odcizení s běloruským národním protipolským hnutím. V roce 1934 byl zvolen do polského Sejmu. Publikoval také v časopisech a v novinách Rodný kraj pod pseudonymem ERA. V roce 1936 se přestěhoval do Lodže. 
Dne 3. června 1937 byl v Běloruské SSR vydán příkaz k vyřazení všech knih Ostrovského z fondu knihoven, vzdělávacích institucí a knihkupectví. 

## Druhá světová válka
V roce 1940 se Ostrovskij stal prezidentem Běloruského výboru v Lodži a jako takový navázal oficiální kontakty s Německem. Jeho žena a syn byli po vstupu sovětských sil do Pobaltí zatčeni a odsouzeni na 5 a 8 let do GULAGu. Tato zkušenost silně ovlivnila Ostrovského protisovětské smýšlení.
Po zahájení útoku Německa na SSSR se stal příznivcem spolupráce s Němci. Na podzim roku 1941 se stal představeným místní samosprávy v Minsku. Pomáhal ustavit samosprávy v Brjansku, Smolensku a Mogilevu a v těchto městech působil jako starosta. Hájil myšlenku připojení Brjanska a Smolenska k území nového Běloruského státu pod patronací Německa. Ostrovskij odmítal spolupráci s Vlasovem v jeho hnutí, protože byl přesvědčen o nutnosti vzniku samostatného Běloruska.
Po atentátu na generálního komisaře Wilhelma Kubeho v roce 1943 se stal jedním z iniciátorů vytvoření Běloruské ústřední rady, která pak vznikla na konci roku 1943 v hlavním městě Minsku a v jejím čele stanul Radoslav Ostrovskij. Na Ostrovského výzvu k obraně svobodného Běloruska se přihlásilo 30 000 dobrovolníků. Jeho politický postoj vyjadřuje následující citát:
| „                                                 | Bělorusové! Všichni víme, že náš smrtelný nepřítel, bolševická Moskva, nechce vidět svobodu našeho lidu a naší vlasti. Proto vrhá své divoké hordy do naší země a zaplavuje naše lesy svými bandity. Ničí naše kulturní instituce, vypaluje naše školy, bombarduje nevinné obyvatelstvo našich měst a zákeřně zabíjí nejlepší syny našeho lidu. Dělá to proto, aby na nás znovu uvalila své prokleté jho, ze kterého nás osvobodila německá armáda. Máme se sklonit pod tímto jhem? Nikdy! Ať žije vítězná německá armáda a její vůdce Adolf Hitler! | “ |
| — Radoslav Kazimírovič Ostrovskij, 10. ledna 1944 | |   |

Stal se jedním z organizátorů 2. všeběloruského sjezdu, během kterého byl potvrzen jako prezident Běloruské ústřední rady. V rámci rezoluce přijaté delegáty se Druhý všeběloruský sjezd prohlásil za „plného a nejvyššího představitele běloruského lidu“ a výslovně neuznával Běloruskou SSR jako formu státnosti běloruského národa. Rozhodnutí představitelů Běloruské SSR a jejích orgánů prohlásil sjezd za neplatné a neúčinné. Na závěr schůze delegáti jednomyslně přijali usnesení 2. všeběloruského sjezdu, kterým byla potvrzena nezávislost Běloruské lidové republiky vyhlášené 25. března 1918 a v rámci kontinuity státu byla Běloruská centrální rada prohlášena za právního nástupce a pokračovatele. Ve svém vystoupení na sjezdu mimo jiné prohlásil:
| „                                                                              | Bohužel lidé, kteří mají svobodnou vůli, si tohoto práva neváží. V celé historii lidstva dochází k periodické fyzické likvidaci lidí. Naštěstí zatím žádná síla nedokázala zničit lidského ducha. Duch člověka a tím spíše duch lidu se svým nejvyšším ideálem je nesmrtelný a neporazitelný. Lze se dopouštět násilí a bezpráví pomocí fyzické síly, lze se po určitou dobu vysmívat a urážet nevinné, ale dříve nebo později pravda zvítězí a spravedlnost začne všemocně vítězit. | “ |
| — Radoslav Kazimírovič Ostrovskij (Druhý všeběloruský sjezd, 1944), Wikicitáty | |   |

V březnu 1944 byla činnost Běloruské ústřední rady potvrzena německou okupační správou. Bělorusko bylo 1. dubna 1944 vyčleněno z Říšského komisariátu Ostland a tím se Ostrovskému dostalo pozice prezidenta státu se zvláštním statusem. Ostrovskij se také podílel na založení dobrovonické 30. granátnické divize SS (1. běloruská) vzniklé z jednotek Běloruské regionální obrany a organizoval sebeochranné oddíly proti partyzánům.
V polovině roku 1944 byl před postupující Rudou armádou evakuován spolu s dalšími členy rady nejdříve do Königsbergu a poté do Berlína. V lednu 1945 Běloruská ústřední rada přijala novou chartu s ústavou a snažila se kontaktovat západní spojence. Ostrovskij nebyl občanem SSSR, proto nebyl po ukončení války vydán sovětským úřadům.

## Po válce
Po válce žil v exilu nejprve v Německu ve městě Langenfeld. V roce 1950 se uskutečnila jeho cesta do Londýna, kde navrhl Britům vytvořit a vyzbrojit podzemní běloruské osvobozenecké hnutí pod záštitou britských tajných služeb. Tento plán byl Brity odmítnut. Poté krátce pobýval v Perónově Argentině, ale v květnu 1952 se vrátil do Německa. V roce 1952 tutéž nabídku jako Britům učinil americké zpravodajské službě. Ta však dala přednost postavám méně zkompromitovaným spoluprací s nacisty. Od roku 1956 pobýval v USA v městečku South River, New Jersey. 
Pracoval aktivně ve vedení běloruské diaspory a byl hlavním ideologem Běloruské ústření rady, která působila jako běloruská exilová vláda. V roce 1971 Ostrovskij požádal o americké občanství. Zemřel 17. října 1976 v Benton Harbor v Berrier County (Michigan) v USA.

## Radoslav Ostrovskij na dobových fotografiích
- Inspekce jednotky Běloruské pomocné policie na okupovaném území Běloruska (mezi roky 1942-1943)
- Radoslav Ostrovskij mluví na shromáždění, 1944
- Radoslav Ostrovskij na oblálce časopisu Bělorusko na stráži číslo 5, ročník 1944
- Kurt von Gottberg a Radoslav Ostrovskij při přísaze BKA, 25. březen 1944
- Pohřeb Václava Ivanovského, 1943
- Radoslav Ostrovskij vystupuje na prvním zasedání Běloruské ústřední rady